# Forlidas Ridge
Forlidas Ridge ist ein Gebirgskamm im westantarktischen Queen Elizabeth Land. Im Dufek-Massiv der Pensacola Mountains ragt er an der Westseite des Davis Valley auf.
Der United States Geological Survey kartierte ihn anhand eigener Vermessungen und Luftaufnahmen der United States Navy aus den Jahren von 1956 bis 1966. Das Advisory Committee on Antarctic Names benannte ihn 1968 nach Charles W. Forlidas (1935–1958), Funker auf der Ellsworth-Station im antarktischen Winter 1957.